# 图森豪森
图森豪森是德国巴伐利亚州的一个市镇。总面积41.79平方公里，总人口2950人，其中男性1545人，女性1405人（2011年12月31日），人口密度71人/平方公里。

## 友好城市
- 法國 科塞勒维维安